# Charles Edward Phelps
Charles Edward Phelps (ur. 1 maja 1833, zm. 27 grudnia 1908) – amerykański wojskowy, prawnik i polityk.
Brał udział w wojnie secesyjnej po stronie Unii, początkowo w stopniu podpułkownika, a od 13 kwietnia 1864 roku w randze pułkownika. Za męstwo wykazane podczas bitwy pod Laurel Hill 8 maja 1864 roku Kongres Stanów Zjednoczonych odznaczył go 30 marca 1898 roku Medalem Honoru.
W latach 1865–1869 przez dwie kadencje Kongresu Stanów Zjednoczonych był przedstawicielem trzeciego okręgu wyborczego w stanie Maryland w Izbie Reprezentantów Stanów Zjednoczonych.
W latach 1884–1907 wykładał prawo na University of Maryland.